# Paramontastraea
Genre
Paramontastraea est un genre de coraux durs de la famille des Meandrinidae.

## Liste d'espèces
Selon World Register of Marine Species (19 février 2019) :
- Paramontastraea peresi Faure & Pichon, 1978
- Paramontastraea salebrosa Nemenzo, 1959
- Paramontastraea serageldini Veron, 2000

## Publication originale
- Huang & Budd in Huang et al, 2014 : Taxonomic classification of the reef coral families Merulinidae, Montastraeidae, and Diploastraeidae (Cnidaria: Anthozoa: Scleractinia). Zoological Journal of the Linnean Society, vol. 171, pp. 277–355 (en).